# Paul Louis Duroziez

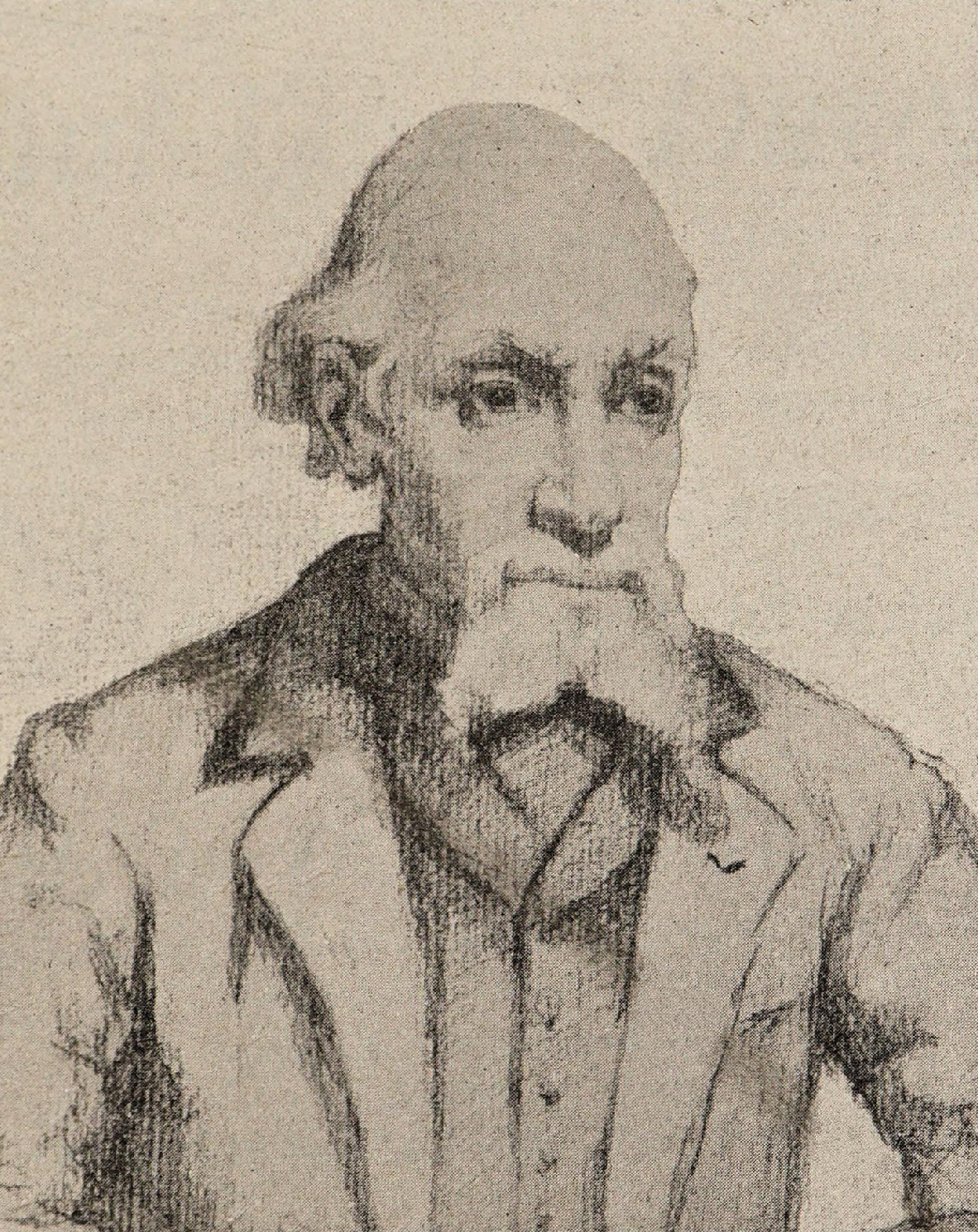
Portret Paula Louis Duroziez

Paul Louis Duroziez (ur. 8 stycznia 1826 w Paryżu, zm. 16 stycznia 1897 w Paryżu) – francuski lekarz.
Zajmował się głównie wadami serca, szczególnie zastawki dwudzielnej. W roku 1861 opisał objaw, znany dziś od jego imienia. W roku 1870 wziął udział w wojnie francusko-pruskiej. W roku 1895 za całokształt zasług otrzymał Legię Honorową.